# James Mellaart

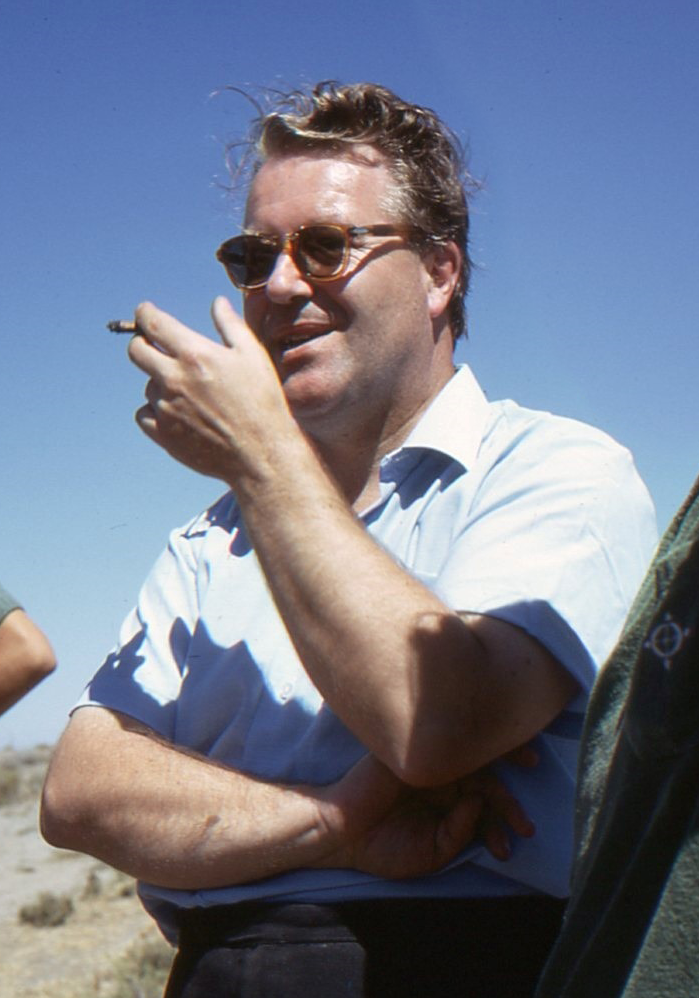
James Mellaart

James Mellaart (* 14. November 1925 in London; † 29. Juli 2012 in Islington, London) war ein britischer Prähistoriker, der besonders durch seine Arbeit am neolithischen Tell von Çatalhöyük in der Türkei bekannt wurde.

## Leben
Mellaart studierte Ägyptologie in Leiden und London. Anfang der 1950er-Jahre erhielt er ein Stipendium für archäologische Feldforschungen in Anatolien. Er bereiste zwei Jahre das anatolische Hochland, erlernte die Türkische Sprache, machte Notizen und fertigte Skizzen an. Er lernte von den Einheimischen, woran mögliche Fundstätten erkannt werden können. Er sammelte vereinzelte Fundstücke auf, um das Alter der jeweils oberen Siedlungsschicht ermitteln zu können. Ab Mitte der 1950er-Jahre lehrte er an der Universität Istanbul. Er konnte eine Stelle als Assistant Director des British Institute of Archaeology in Ankara finden und war an Ausgrabungen im Nahen Osten beteiligt. Nennenswert sind unter anderem Ausgrabungen unter Seton Lloyd in Beycesultan.
1957 erfuhr er durch Gespräche mit Einheimischen von Funden nahe der Stadt Burdur. Vor Ort fand er einen durch Schwarzgräber bereits angegrabenen Kulturhügel mit chalkolithischen Fundstücken. Er erwarb die Grabungslizenz und fand zunächst eine chalkolithische Siedlung und unter dieser bei seinen bis 1961 dauernden Ausgrabungen eine als Hacılar bekanntgewordene neolithische stadtartige Siedlung.
1961 begann Mellaart mit der Assistenz seiner türkischen Frau Ausgrabungen im 8.000–10.000 Jahre alten Çatalhöyük, die er bis in die Mitte der 1960er Jahre leitete. 1964 begann er am Institute of Archaeology der Universität London anatolische Archäologie zu lehren, nachdem ihm im Zusammenhang mit der Dorak-Affäre die Grabungserlaubnis entzogen worden war. 1980 wurde er zum Mitglied (Fellow) der British Academy gewählt.
2005 zog sich Mellaart von der Unterrichtstätigkeit zurück. Er lebte mit seiner Frau in Nordlondon.
Aus dem Nachlass James Mellaarts stammt ein Großteil der umstrittenen Beyköy-Texte, deren Inhalte Ende 2017 von Eberhard Zangger und Fred Woudhuizen teilweise veröffentlicht wurden. Anfang 2018 veröffentlichte Zangger gemeinsam mit Mellaarts Sohn das Ergebnis einer Untersuchung, wonach Mellaart umfangreiche Fälschungen zur Begründung seiner Thesen erfunden hatte. Nachdem er die Wohnung des Verstorbenen untersucht hatte, stellte Zangger fest, dass Mellaart die – lange nach Beendigung der Ausgrabungen vorgestellten – sogenannten «rekonstruierten» Wandmalereien von Çatalhöyük gefälscht und Übersetzungen angeblich keilschriftlicher Dokumente erfunden hatte.

## Veröffentlichungen (Auswahl)
- Anatolian Chronology in the Early and Middle Bronze Age, in: Anatolian Studies 7 (1957) 55–88.
- Der Mensch schlägt Wurzel. In: Die Welt aus der wir kommen. Knaur, München 1961.
- Early Cultures of the South Anatolian Plateau. The Late Chalcolithic and Early Bronze Ages in the Konya Plain, in: Anatolian Studies 13 (1963) 199–236.
- The Earliest Settlements in Western Asia From the Nineth to the Fifth Millennium B.C., Cambridge 1967.
- Çatalhöyük. A Neolithic Town in Anatolia. McGraw-Hill, New York 1967 (Digitalisat).
  - deutscher Titel: Çatal Hüyük. Stadt aus der Steinzeit, 2. Auflage, Lübbe, Bergisch Gladbach 1973, ISBN 3-7857-0034-2
- Excavations at Hacilar. Edinburgh University Press, Edinburgh 1970.